# دورديفاتش
دورديفاتش هي مدينة من مدن كرواتيا. يبلغ عدد سكانها 8264 نسمة وذلك حسب إحصائيات سنة 2011. تبلغ مساحتها 157.19 كم².

## وصلات خارجية
- الموقع الرسمي